# Sachsenlied
Als Lied der Sachsen, Sachsenlied oder Sachsenhymne werden verschiedene Musikwerke bezeichnet, die bei Gelegenheit als inoffizielle Landeshymne des heutigen Freistaats Sachsens und dessen Vorgänger, des Königreichs Sachsen verwendet werden. Nach bisheriger Erkenntnis der Geschichtswissenschaft bestand zu keinem Zeitpunkt eine offizielle Staatshymne in Sachsen.

## Geschichte
Im Kurfürstentum (und ab 1806 Königreich) Sachsen war ein spezifisch sächsisches Nationalgefühl erst spät entwickelt, denn der Staat vereinte unter der sächsischen Krone verschiedene auf ihre Eigenart bedachte Volksgruppen wie Vogtländer, Thüringer, Franken, Sorben, Erzgebirger oder Obersachsen. Mit dem aufkommenden Nationaldenken des 19. Jahrhunderts setzte zumindest eine auf den Monarchen gerichtete Nationalbindung ein, was sich in inoffiziellen Soldaten- und Volksliedern sowie höfischen Musikwerken zu Ehren des jeweiligen Herrschers äußerte. Weder im Freistaat Sachsen der Weimarer Republik, noch der frühen DDR bis zur Abschaffung der Länder war formell eine Staatshymne festgelegt. In der DDR war das Lied gesperrt.
Nach Wiedererrichtung des Freistaates Sachsen im Zuge der Wiedereinführung der Länder in der DDR 1990 wurden als Staatssymbole allein das historische Wappen und die Flagge in der Verfassung niedergelegt, auf die Festlegung einer Hymne wurde im Nachgang nach anfänglichen Versuchen über Bürgervorschläge auch von Seiten der Staatsregierung verzichtet. Damals wurden von der Staatskanzlei 102 Musikwerke als mögliche Vorschläge gesammelt und gesichtet.
2013 sorgte die Junge Union im Landkreis Meißen für Aufsehen mit einem Beschluss, fortan Gott segne Sachsenland als Hymne vor jeder eigenen Veranstaltung singen zu wollen. Unterstützung erhielten sie dabei vom damaligen CDU-Landtagsabgeordneten Sebastian Fischer. Politiker anderer Parteien sahen darin ein eher selbstüberschätzendes, lebensfernes Problembewusstsein der Nachwuchspolitiker und verwarfen den Vorschlag insbesondere mit dem Hinweis, dass das Lied ob seines Ursprungs als Jubel-Ouvertüre zum 50. Thronjubiläum König Friedrich August I. ein wenig zu monarchiefreudig für eine moderne Demokratie sei.

## Verschiedene Werke

### God save the King– Varianten
Das englische Volkslied und die Nationalhymne des Vereinigten Königreichs God Save the King (bzw. Queen) war eine der ersten offiziellen Hymnen nach dem Aufkommen der modernen Nationalstaaten. Sie stellte aufgrund ihrer Eingängigkeit und Feierlichkeit den Urtyp der Monarchen gewidmeten patriotischen Lieder dar, weshalb auch andere Fürstenhymnen zu dieser Melodie gesungen wurden, wie die russische Zarenhymne von 1816 bis 1833 Molitwa Russkich oder zahlreiche deutschen Fürsten- und Landeshymnen nach der Melodie der britischen Königshymne. Auch in Sachsen war die Melodie populär und stellte die Grundlage für eine Vielzahl von eigenen Landes- und Fürstenhymnen.

#### Den König segne Gott
Der Text stammt von Georg Karl Alexander von Richter (1760–1806) und wurde am 5. Juni 1815 erstmals gesungen. Als Soldatenlied wurde er u. a. 1883 im Taschenliederbuch für das Zeug- und Feuerwerks Personal (Kriegsfeuerwerker) vom Buchhändler Ernst Röthke in Berlin publiziert. Er entspricht einer dem britischen Original sehr nahe stehenden Übertragung.
1. Strophe
Den König segne Gott,
Den er zum Heil uns gab, ihn segne Gott.
Ihn schmücke Ruhm und Ehr,
ihn flieh der Schmeichler Heer,
Weisheit steh´um ihn her,
ihn segne Gott!
2. Strophe
Gib ihm lang Regiment,
dem Land Fried‘ und Ruh´,
den Waffen Sieg.
Er ist gerecht und gut
in allem, was er tut,
schont jedes Sachsen Blut,
ihn segne Gott!
3. Strophe
Wie Kinder liebt er uns
als Vater seines Volks,
er unsre Lust.
Wir sollen glücklich sein.
Von uns geliebt zu sein,
kann nur sein Herz erfreun,
ihn segne Gott!
4. Strophe
Auf, biedre Sachsen, schwört
dem König treu und fromm
und gut zu sein!
Eintracht sei unser Band
Dies schwöret Hand in Hand
Dann singt das ganze Land:
Ihn segne Gott!

#### Gott segne Sachsenland
Siegfried August Mahlmann schuf eine vom britischen Original gänzlich losgelöste und auf den populären sächsischen Monarchen Friedrich August I. zugeschnittene Variante anlässlich dessen 50. Thronjubiläums 1815. Spätere republikanischere Varianten ersetzten die Königsbezüge in der 2. Strophe durch allgemeinere Segenswünsche.
1. Strophe
Gott segne Sachsenland,
wo fest die Treue stand
in Sturm und Nacht!
Ew’ge Gerechtigkeit,
hoch überm Meer der Zeit,
die jedem Sturm gebeut,
schütz uns mit Macht!
| 2. Strophe Blühe, du Rautenkranz in schöner Tage Glanz freudig empor! Heil, Friedrich August, Dir, heil, guter König, Dir. Dir, Vater, preisen wir liebend im Chor! | Variante 1 Blühe, du Rautenkranz in schöner Tage Glanz freudig empor! Heil, frommer Vater, Dir, heil, guter Mutter, Dir. Euch, teure segnen wir liebend im Chor! | Variante 2 Blühe, du Rautenkranz in schöner Tage Glanz freudig empor! Heil, Landesvater, Dir, Heil Landesmutter, Dir, Euch beide segnen wir liebend im Chor! |

3. Strophe
Was treue Herzen flehn,
steigt zu des Himmels Höh’n
aus Nacht zum Licht.
Der unsre Liebe sah,
der unsre Tränen sah,
er ist uns hilfreich nah,
verlässt uns nicht.
4. Strophe
Gott segne Sachsenland,
wo fest die Treue stand
in Sturm und Nacht!
Ew’ge Gerechtigkeit,
hoch überm Meer der Zeit,
die jedem Sturm gebeut,
schütz uns mit Macht!

### Sachsenlied
Ein als Sachsenlied bezeichnetes Werk entwickelte sich aus einer im Jahr 1841 komponierten Kantate von Ernst Julius Otto. Den ursprünglichen Text verfasste der Dresdner Pfarrer Maximilian Hallbauer. Es erschien 1842 in Soldatenlieder für die Sächsische Armee. Als „Das schönste Land in Deutschlands Gauen“ wurde es als Heimatlied schnell populär und wurde schließlich auch von anderen Ländern und Regionen (Baden, Bayern, Pfalz, Württemberg) übernommen. Regional bekannt ist heute noch die badische Lokalvariante (Badnerlied).

#### Variante von 1842
Die ursprüngliche Version von 1842 ist noch deutlich bescheidener als die folgenden Versionen und hebt allein die Rolle innerhalb der deutschen Länder hervor.
| 1. Strophe Gott sei mit dir mein Sachsenland, blüh’ frei und fröhlich fort! „Ein frommes Herz und fleiß’ge Hand!“ das sei mein Losungswort! Hell leuchte deiner Tugend Glanz, du edle Perl’ im deutschen Kranz. Glück auf, Glück auf, Glück auf, Glück auf, mein Sachsenland! | 2. Strophe Wohl bist an Schätzen reich du nicht, bist klein und eng umgrenzt. Doch deine Kraft, die ist das Licht das Hütt’ und Thron umglänzt. Laut töne deiner Weisheit Ruhm du Säul’ im deutschen Heiligtum. Glück auf, Glück auf, Glück auf, Glück auf, mein Sachsenland! | 3. Strophe In Sturm und Not auch lock’re nicht, das alte heil’ge Band das deutscher Sinn für Recht und Pflicht um Volk und Herrscher wand. Gesund sei Stamm und Krone dein du starker Baum im deutschen Hain. Glück auf, Glück auf, Glück auf, Glück auf, mein Sachsenland! |

#### Variante von 1857
Aus einem Liederbuch von 1857 ist die folgende Variante ohne Texturheber nachweisbar.
| 1. Strophe Das schönste Land in Deutschlands Gauen bist Du, mein Sachsenland, gesegnet, herrlich anzuschauen, beschützt von Gottes Hand. Wie leuchtet Deiner Krone Glanz, Du edle Perl' im deutschen Kranz, Glück auf! mein Sachsenland.   | 2. Strophe Der Bürger und der Bauersmann, der Adel, der Soldat, die stehen alle freundlich da und reichen sich die Hand. Sie lieben Dich, mein Sachsenland, Du edle Perl' im deutschen Kranz, Glück auf! mein Sachsenland.                     | 3. Strophe Nicht nur vom alten Vater Rhein wird manches Glas geleert, auch an der Elbe wird uns Wein im Sachsenland beschert. Drum lieb' ich Dich, mein Sachsenland, Du edle Perl' im deutschen Kranz, Glück auf! mein Sachsenland.            |
| 4. Strophe Der Wandrer, der aus weiter Fern' auch auf unsre Fluren kam, denkt in der Heimat oft und gern ans Herz vom deutschen Land, er liebt auch Dich, mein Sachsenland, Du edle Perl' im deutschen Kranz, Glück auf! mein Sachsenland. | 5. Strophe Gott sei mit Dir, mein Sachsenland, blüh' frei und fröhlich fort, ein frommes Herz und fleiss'ge Hand, dies sei Dein Losungswort! Hell leuchtet Deiner Tugend Glanz, Du edle Perl' im deutschen Kranz, Glück auf! mein Sachsenland. | 6. Strophe Zwar bist an Schätzen reich Du nicht, bist klein und eng umgrenzt, doch Deine Kraft, das ist das Licht, das Hütt' und Thron umglänzt. Laut töne Deiner Weisheit Ruhm, Du Säul' im deutschen Heiligtum! Glück auf! mein Sachsenland. |

#### Variante von 1887
Die Version unbekannter Herkunft von 1887 geht noch stärker auf spezielle Eigenheiten Sachsen als die vorherigen ein und benennt typische Landschaftsmerkmale des Landes.
| 1. Strophe Das schönste Land in Deutschlands Gau'n Das ist mein Sachsenland; Wie herrlich ist es anzuschaun, Beschirmt von Gottes Hand! Drum lieb ich dich, mein Sachsenland, Du edle Perl im deutschen Kranz, Glückauf! Glückauf, mein Sachsenland! | 2. Strophe In Freiberg wächst das Silber, In Meißen wächst der Wein, Im Gebirg gibt's schöne Mädchen – Ein Sachse will ich sein! Drum lieb ich dich, mein Sachsenland, Du edle Perl im deutschen Kranz, Glückauf! Glückauf, mein Sachsenland! | 3. Strophe Der Bürger und der Bauersmann Die ehren den Soldat, Sie schaun einander freundlich an Und reichen sich die Hand. Drum lieb ich dich, mein Sachsenland, Du edle Perl im deutschen Kranz, Glückauf! Glückauf, mein Sachsenland! |

### Sing, mei Sachse, sing
Der Leipziger Kabarettist Jürgen Hart veröffentlichte 1979 – also zu einer Zeit, als es ein Land Sachsen seit 27 Jahren nicht mehr gab – eine humoristische „Hymne“ auf die eigenwillige Region im Süden der DDR. Die Melodie hierzu lieferte der aus Leipzig stammende Komponist Arndt Bause. Das Lied spielt mit dem typisch weichen „sächsischen“ Dialekt und den vermeintlich typischen Charakterzügen, die die Sachsen auch ohne formell bestehendes Land weiterhin von anderen, insbesondere auch innerhalb der DDR, abgrenzbar machten und eine eigene Regionalidentität schufen.
1. Strophe
Der Sachse liebt das Reisen sehr –
nu nee, nich das in’n Knochen! –,
drum fährt er gerne hin und her
in sein’n drei Urlaubswochen.
Bis nunderhinunter nach BulgarchenBulgarien
dut er die Welt beschnarchen.
Un sin de Koffer noch so schwer,
un sin zu voll de ZücheZüge,
und isses Essen nich weit her:
Das kennt er zur Genüche!
Der Sachse tut nich gnietschenjammern, ,
der Sachse singt e Liedschen!
Refrain
Sing, mei Sachse, sing!
Es is e eicheneigenes Ding
und oochauch e düchtchestüchtiges Glück
um d’n Zauber der Musik.
Schonn es kleenste Lied,
das leechtlegt sich offs GemietGemüt
und macht dich auchenblicklich
zefrieden, ruhich un glücklich!
2. Strophe
Der Sachse liebt e satten Saund,
un tun wo GeichenGeigen röhren,
ob Opernhaus, ob Untergraund:
Echalegal, das muss er hören!
Und schluchzt der GeichenbochenGeigenbogen,
da kricht er feichte Oochenfeuchte Augen.
Der Sachse schmilzt eb’n leicht dahin
auf des Gesanges FliechelnFlügeln,
Doch eh’ de Träne tropft vom Kinn,
da weiß er se zu ziechelnzügeln!
Der Sachse tut nich wein’n,
der Sachse stimmt mit ein!
Refrain
Sing, mei Sachse, sing …
3. Strophe
Der Sachse is der Welt bekannt
als braver ErdenbörcherErdenbürger,
und fährt er ringsum durch das Land,
da macht er keenen ÄrcherÄrger.
Da braucht er seine Ruhe
und ausgelatschte Schuhe.
Doch kommt der Sachse nach Berlin,
dort könn’ se ihn nich leiden.
Da wolln s’ihm eene drieberziehndrüberziehen, schlagen,
da wolln se mit ihm streiden!
Un dut ma’n ooch verscheißern,
sein Liedschen singt er eisern,
ne wornicht wahr?
Refrain
Sing, mei Sachse, sing …